# Pfänder
Le Pfänder est un sommet de 1 062 mètres d'altitude, situé en Autriche. Elle est la montagne dominante au-dessus de Brégence, chef-lieu du Vorarlberg, offrant une vue unique sur le lac de Constance et de nombreux sommets alpins. Appartenant au massif des Alpes d'Allgäu, elle est en grande partie incluse sur le territoire communal de Lochau.

## Géographie

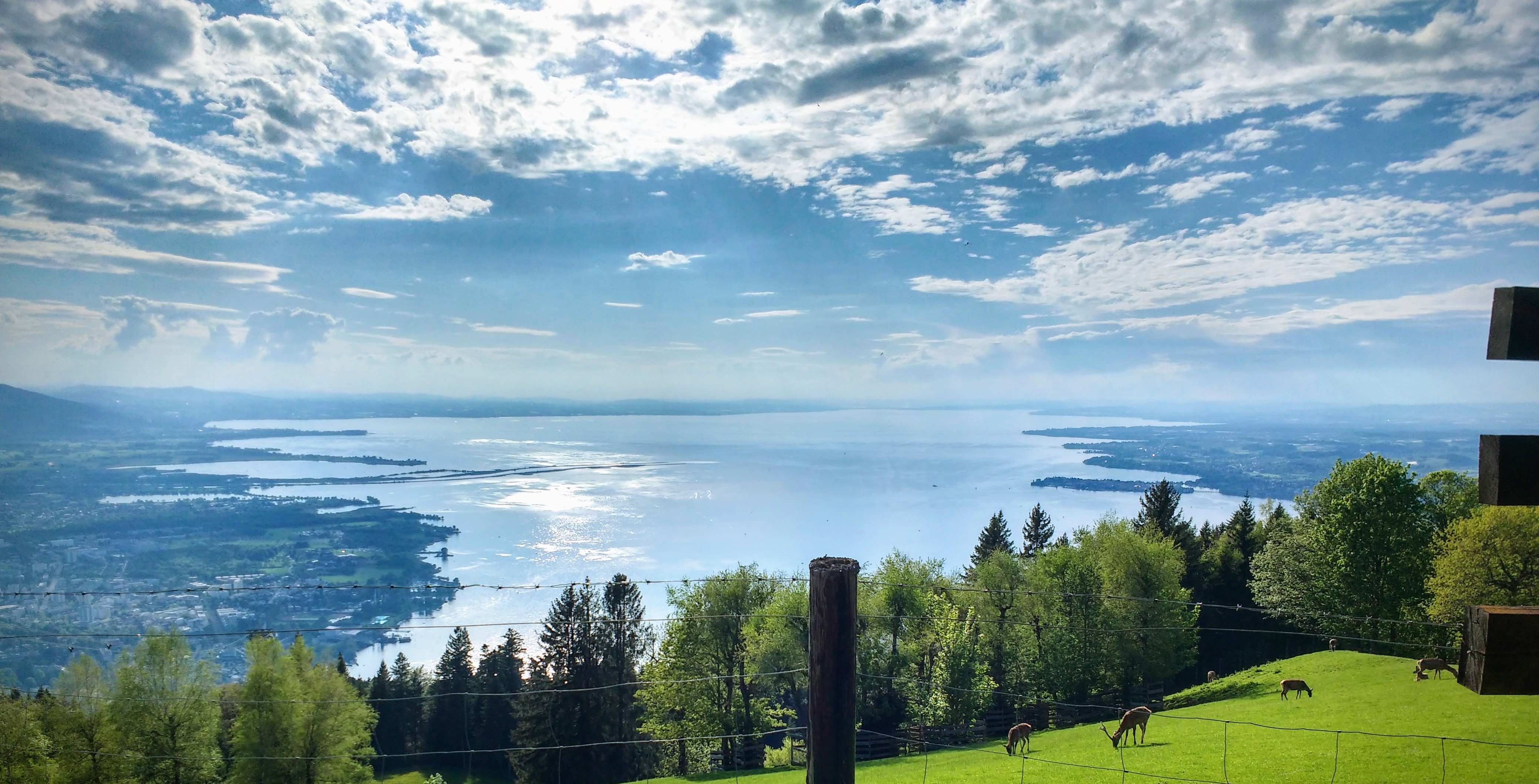
Vue depuis le Pfänder sur le lac de Constance.

Le haut de la montagne offre une vue sur les quatre pays d'Autriche, d'Allemagne, de la Suisse et du Liechtenstein. Le panorama s'étend par-dessus les premières chaînes des Alpes d'Allgäu et des Alpes de Lechtal, sur le Bregenzerwald jusqu'à l'Arlberg et au massif de Silvretta, du Rätikon aux premiers contreforts de la Forêt-Noire tout à l'ouest. Le lac de Constance s'étend à ses pieds, de la vallée du Rhin alpin aux collines de la Haute-Souabe. La différence d'altitude entre la rive et le sommet est de 667 m.
Situé à peine au-dessous du sommet, un parc de vision présente des bouquetins, des sangliers et des cerfs indigènes dans un milieu naturel. Un réseau de circuits de randonnées mène sur la montagne, à laquelle on peut aussi accéder en téléphérique construit par Adolf Bleichert & Co. en 1927. On parvient également à la station  d'arrivée, à une altitude de 1 022 m, en empruntant des routes carrossables de Lochau et d'Eichenberg. Le sommet est équipé d'une antenne (Sender Pfänder) de la Radiodiffusion autrichienne (ORF).
Le tunnel du Pfänder sur l'autoroute A14 (Rheintal/Walgau Autobahn) passe sous la montagne servant à éviter la traversée de la ville de Brégence.